# Abraxas basicaerulea
Abraxas basicaerulea là một loài bướm đêm trong họ Geometridae.